# 贝尔纳多特博物馆

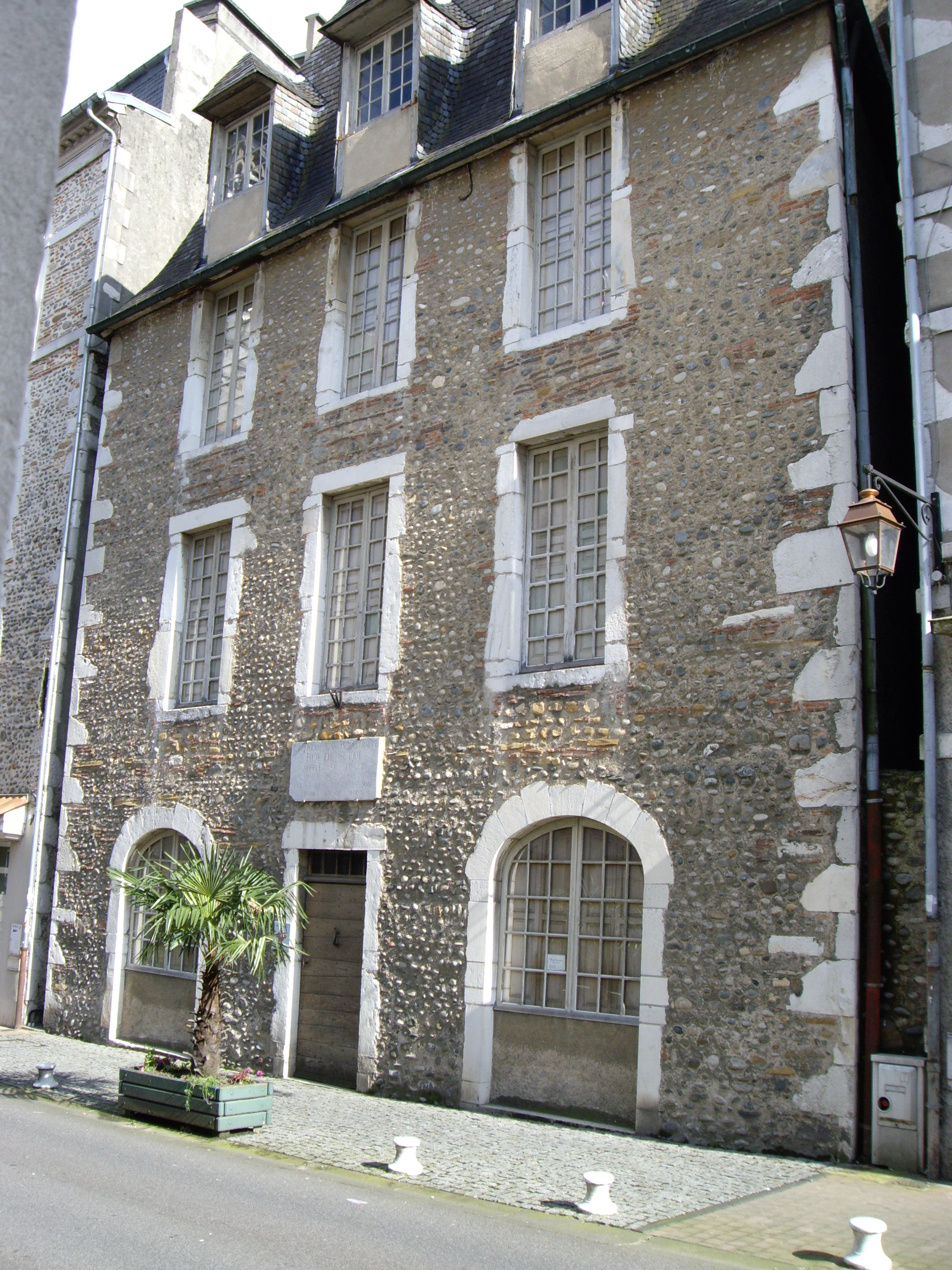

贝尔纳多特博物馆（Musée Bernadotte）位于法国新阿基坦大区大西洋比利牛斯省波城的赫达斯（Hédas）区，关注帝国元帅、瑞典和挪威国王卡尔十四世·约翰的生平和历程。

## 建筑
博物馆所在的贝尔纳多特故居，在1953年列为法国历史遗迹。.这是一座典型的18世纪住宅，用鹅卵石、砖块和石头建造，反映当时的传统生活环境。

## 博物馆
1841年5月17日，波城市议会和市长收到瑞典的一份提案，要求购买贝尔纳多特故居，未能成功。三年后卡尔十四世·约翰于1844年3月8日在斯德哥尔摩去世。
瑞典王室成员曾多次前往波城，访问卡尔十四世·约翰的故乡。（1872年、1892年、1899年）到1935年，贝尔纳多特故居没有得到很好的维护，情况已很糟糕。对其历史感兴趣的人们，开始讨论这座建筑的命运。他们成立了贝尔纳多特博物馆之友协会，收集属于贝尔纳多特的物品。战争期间，博物馆关闭，协会的财务状况不稳定。建筑物和收藏品一半由市政府购买，另一半藏品由瑞典王室购买。当时的王储古斯塔夫六世·阿道夫委托建立贝尔纳多特博物馆。